# Färöische Fußballmeisterschaft der Frauen 2024
Die Färöische Fußballmeisterschaft der Frauen 2024 war die 40. Saison der höchsten färöischen Fußballliga der Frauen. Die Liga heißt offiziell Betrideildin nach dem Hauptsponsor Betri Banki. Sie startete am 27. März 2024 mit dem Spiel zwischen NSÍ Runavík und Skála ÍF und endete am 19. Oktober 2024.
Aufsteiger FC Hoyvík war der 33. Teilnehmer seit dem Beginn der höchsten Spielklasse. Meister wurde NSÍ Runavík, die den Titel somit zum ersten Mal erringen konnten. Titelverteidiger KÍ Klaksvík landete auf dem zweiten Platz. Absteigen musste hingegen TB/FC Suðuroy/Royn nach drei Jahren Erstklassigkeit, die sich vom Spielbetrieb zurückzogen.
Im Vergleich zur Vorsaison verbesserte sich die Torquote auf 5,89 pro Spiel, was nach 2004 und 2003 den dritthöchsten Schnitt seit Einführung der 1. Deild 1985 bedeutete. Den höchsten Sieg erzielte NSÍ Runavík durch ein 25:0 im Gastspiel gegen FC Hoyvík am 12. Spieltag, was zugleich das torreichste Spiel darstellte.

## Modus
In der Betrideildin spielte jede Mannschaft nun an 14 Spieltagen in einer Vorrunde jeweils zwei Mal gegen jede andere. Die vier punktbesten Mannschaften spielten in einer Endrunde den Meister aus. Die Punkte und Tore aus der Vorrunde wurden hierbei komplett übernommen. Bei Punktgleichheit entschied die Tordifferenz.

## Saisonverlauf
Nach drei Spieltagen führten Víkingur Gøta und KÍ Klaksvík die Vorrunde mit jeweils drei Siegen an, das direkte Duell am vierten Spieltag endete auf dem Platz von KÍ mit 1:1. Nun befand sich NSÍ Runavík, welche am zweiten Spieltag das Auswärtsspiel gegen KÍ Klaksvík mit 1:4 verloren, mit einem Punkt direkt dahinter. Nach zwei 1:1-Unentschieden im Heimspiel gegen HB Tórshavn sowie auswärts gegen Víkingur vergrößerte sich der Abstand zum alleinigen Tabellenführer KÍ auf fünf Punkte. Am neunten Spieltag zog Víkingur Gøta wieder vorbei, nachdem KÍ Klaksvík das Auswärtsspiel gegen NSÍ mit 0:1 verlor. Am elften Spieltag schlug Víkingur zu Hause KÍ ebenfalls mit 1:0. Am vorletzten Spieltag kam der direkte Verfolger NSÍ Runavík im Auswärtsspiel gegen HB nicht über ein 0:0 hinaus. Im letzten Spiel der Vorrunde kassierte Víkingur auswärts durch ein 2:5 gegen NSÍ die einzige Niederlage.
Direkt am ersten Spieltag der Meisterschaftsrunde wechselte die Tabellenführung zu NSÍ Runavík, die auswärts mit 2:1 gegen KÍ Klaksvík siegreich waren und nun aufgrund der besseren Tordifferenz vorne lagen, währenddessen Víkingur Gøta im Heimspiel gegen HB Tórshavn ein 1:1-Unentschieden erreichte. Auch das nächste Heimspiel gegen KÍ konnte Víkingur nicht gewinnen und verlor mit 0:3, so dass der Abstand zu NSÍ auf drei Punkte anwuchs. Das direkten Aufeinandertreffen am dritten Spieltag der Meisterschaftsrunde zwischen NSÍ und Víkingur endete 1:1, wobei KÍ durch einen 3:0-Heimsieg gegen HB nun wiederum punktgleich mit NSÍ war. Am nächsten Spieltag setzte sich NSÍ Runavík mit 3:1 zu Hause gegen KÍ Klaksvík durch und lag nun jeweils drei Punkte vor KÍ und Víkingur Gøta. Im Duell der beiden Verfolger siegte KÍ mit 3:0 am vorletzten Spieltag, während NSÍ das Heimspiel gegen HB Tórshavn mit 3:2 gewinnen konnte. So half auch der abschließende 3:2-Erfolg von Víkingur im Heimspiel gegen NSÍ sowie der 4:1-Auswärtssieg von KÍ bei HB am letzten Spieltag nicht und NSÍ Runavík konnte die Meisterschaft aufgrund der besseren Tordifferenz feiern.

## Vorrunde

### Abschlusstabelle
| Pl. | Verein             | Sp. | S  | U | N  | Tore    | Diff. | Punkte |
| --- | ------------------ | --- | -- | - | -- | ------- | ----- | ------ |
| 1.  | Víkingur Gøta      | 14  | 11 | 2 | 1  | 082:700 | +75   | 35     |
| 2.  | KÍ Klaksvík (M)    | 14  | 11 | 1 | 2  | 080:500 | +75   | 34     |
| 3.  | NSÍ Runavík (P)    | 14  | 10 | 3 | 1  | 100:110 | +89   | 33     |
| 4.  | HB Tórshavn        | 14  | 8  | 2 | 4  | 056:120 | +44   | 26     |
| 5.  | B36 Tórshavn       | 14  | 4  | 1 | 9  | 028:400 | −12   | 13     |
| 6.  | Skála ÍF 1         | 14  | 2  | 2 | 10 | 009:880 | −79   | 08     |
| 7.  | TB/FC Suðuroy/Royn | 14  | 2  | 1 | 11 | 009:820 | −73   | 07     |
| 8.  | FC Hoyvík (N)      | 14  | 1  | 2 | 11 | 005:124 | −119  | 05     |

| (M) | Meister 2023     |
| (P) | Pokalsieger 2023 |
| (N) | Aufsteiger       |

### Spiele und Ergebnisse
|                    | B36 | FCH   | HB  | KÍ    | NSÍ   | Skála | TB/FCS/Royn | Vík   |
| ------------------ | --- | ----- | --- | ----- | ----- | ----- | ----------- | ----- |
| B36 Tórshavn       |     | 8:0   | 0:4 | 1:2   | 0:6   | 0:1   | 1:1         | 0:3   |
| FC Hoyvík          | 0:5 |       | 0:7 | 00:15 | 00:25 | 0:0   | 0:4         | 00:11 |
| HB Tórshavn        | 1:0 | 17:00 |     | 0:2   | 0:0   | 8:1   | 7:0         | 0:2   |
| KÍ Klaksvík        | 9:0 | 9:0   | 2:0 |       | 4:1   | 9:0   | 7:0         | 1:1   |
| NSÍ Runavík        | 6:1 | 9:0   | 1:1 | 1:0   |       | 7:0   | 12:00       | 5:2   |
| Skála ÍF           | 0:7 | 2:2   | 0:3 | 00:14 | 02:14 |       | 2:1         | 00:10 |
| TB/FC Suðuroy/Royn | 0:5 | 0:3   | 0:8 | 0:6   | 00:12 | 3:1   |             | 0:7   |
| Víkingur Gøta      | 7:0 | 12:00 | 4:0 | 1:0   | 1:1   | 10:00 | 11:00       |       |

## Meisterschaftsrunde

### Abschlusstabelle
| Pl. | Verein          | Sp. | S | U | N | Tore    | Diff. | Punkte | Bonus | Gesamt |
| --- | --------------- | --- | - | - | - | ------- | ----- | ------ | ----- | ------ |
| 1.  | NSÍ Runavík (P) | 6   | 4 | 1 | 1 | 113:200 | +93   | 13     | 33    | 46     |
| 2.  | KÍ Klaksvík (M) | 6   | 4 | 0 | 2 | 095:110 | +84   | 12     | 34    | 46     |
| 3.  | Víkingur Gøta   | 6   | 2 | 2 | 2 | 091:170 | +74   | 08     | 35    | 43     |
| 4.  | HB Tórshavn     | 6   | 0 | 1 | 5 | 061:290 | +32   | 01     | 26    | 27     |

| (M) | Meister 2023     |
| (P) | Pokalsieger 2023 |

### Spiele und Ergebnisse
|               | HB  | KÍ  | NSÍ | Vík |
| ------------- | --- | --- | --- | --- |
| HB Tórshavn   |     | 1:4 | 1:2 | 0:4 |
| KÍ Klaksvík   | 3:0 |     | 1:2 | 3:0 |
| NSÍ Runavík   | 3:2 | 3:1 |     | 1:1 |
| Víkingur Gøta | 1:1 | 0:3 | 3:2 |     |

## Abstiegsrunde

### Abschlusstabelle
| Pl. | Verein             | Sp. | S | U | N | Tore    | Diff. | Punkte | Bonus | Gesamt |
| --- | ------------------ | --- | - | - | - | ------- | ----- | ------ | ----- | ------ |
| 1.  | B36 Tórshavn       | 6   | 6 | 0 | 0 | 059:410 | +18   | 18     | 13    | 31     |
| 2.  | Skála ÍF           | 6   | 4 | 0 | 2 | 026:101 | −75   | 12     | 8     | 20     |
| 3.  | TB/FC Suðuroy/Royn | 6   | 1 | 0 | 5 | 015:113 | −98   | 03     | 7     | 10     |
| 4.  | FC Hoyvík (N)      | 6   | 1 | 0 | 5 | 011:139 | −128  | 03     | 5     | 8      |

| (N) | Aufsteiger |

### Spiele und Ergebnisse
|                    | B36   | FCH | Skála | TB/FCS/Royn |
| ------------------ | ----- | --- | ----- | ----------- |
| B36 Tórshavn       |       | 3:0 | 7:0   | 5:0         |
| FC Hoyvík          | 0:2   |     | 2:5   | 0:3         |
| Skála ÍF           | 1:2   | 1:0 |       | 6:2         |
| TB/FC Suðuroy/Royn | 00:12 | 1:4 | 0:4   |             |

## Torschützenliste
Bei gleicher Anzahl von Treffern sind die Spielerinnen nach dem Nachnamen alphabetisch geordnet.
| Platz | Spieler               | Mannschaft    | Tore |
| ----- | --------------------- | ------------- | ---- |
| 1     | Heidi Sevdal          | NSÍ Runavík   | 33   |
| 2     | Jensa Tórolvsdóttir   | Víkingur Gøta | 24   |
| 3     | Lea Lisberg           | Víkingur Gøta | 22   |
| 4     | Tóra Mohr             | KÍ Klaksvík   | 20   |
| 5     | Eyðvør Klakstein      | KÍ Klaksvík   | 18   |
| 5     | Julia Naomi Mortensen | NSÍ Runavík   | 18   |
| 7     | Sunniva Willemoes     | HB Tórshavn   | 14   |
| 8     | Sólja Ernstdóttir     | KÍ Klaksvík   | 13   |
| 8     | Sara Lamhauge         | NSÍ Runavík   | 13   |
| 10    | Durita Hummeland      | KÍ Klaksvík   | 12   |
| 10    | Lena Olsen            | NSÍ Runavík   | 12   |

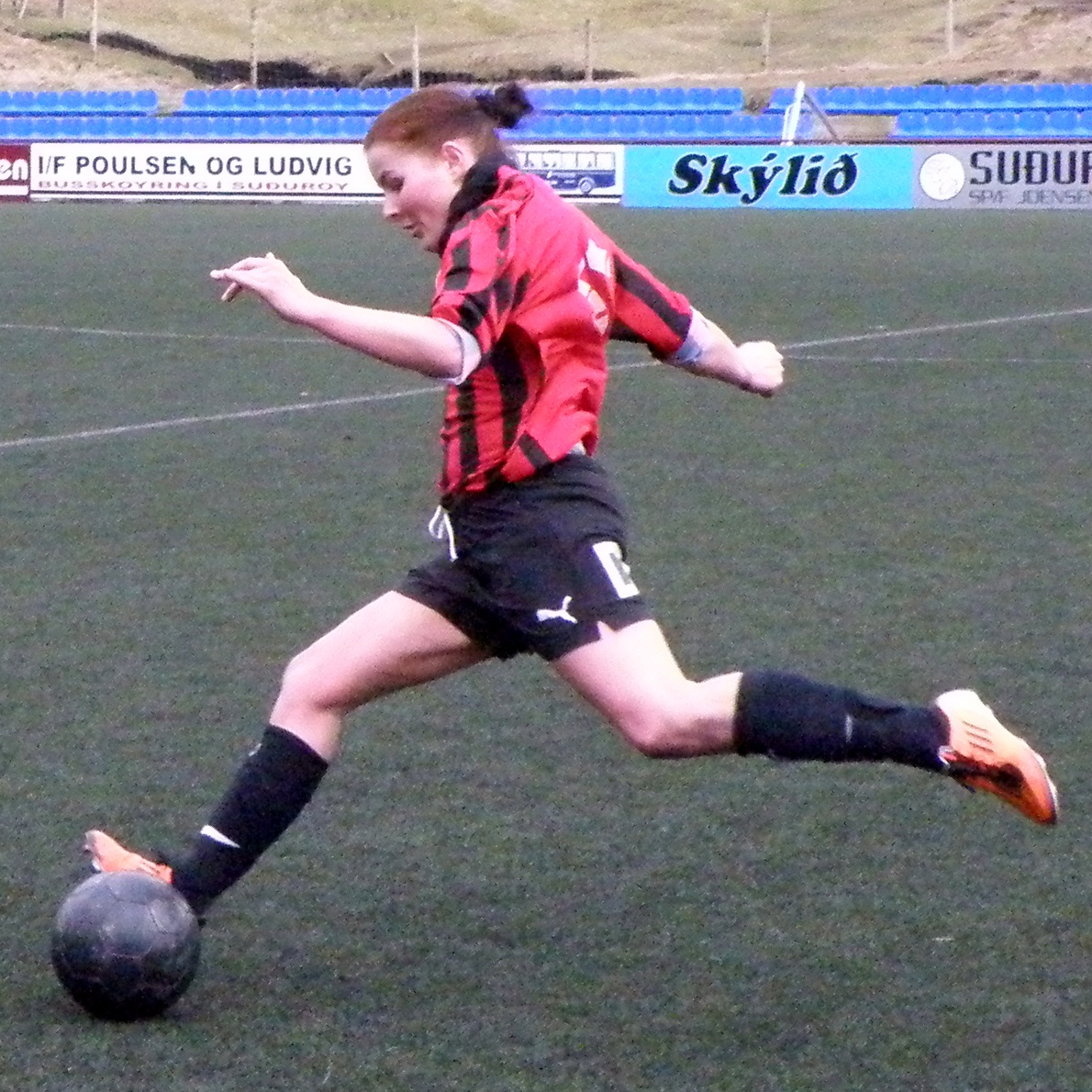
Torschützenkönigin Heidi Sevdal

Dies war nach 2013, 2014, 2015, 2017, 2018, 2019, 2021, 2022 und 2023 der zehnte Titel für Heidi Sevdal.

## Trainer
| Mannschaft         | Trainer                  | Spieltage                                    |
| ------------------ | ------------------------ | -------------------------------------------- |
| B36 Tórshavn       | Arnbjørn Danielsen       | 01–08 (Vorrunde)                             |
| B36 Tórshavn       | Rúni Patursson           | 09–11 (Vorrunde)                             |
| B36 Tórshavn       | Heidi Lava Elgeirsdóttir | 12–14 (Vorrunde) 01–06 (Abstiegsrunde)       |
| B36 Tórshavn       | Bárður Olsen             | 12–14 (Vorrunde) 01–06 (Abstiegsrunde)       |
| FC Hoyvík          | Zoran Vujovic            | 01–14 (Vorrunde) 01–06 (Abstiegsrunde)       |
| HB Tórshavn        | Łukasz Cieślewicz        | 01–14 (Vorrunde) 01–06 (Meisterschaftsrunde) |
| KÍ Klaksvík        | Kristoffer Kvistgaard    | 01–11 (Vorrunde)                             |
| KÍ Klaksvík        | Jonas Nielsen            | 12–14 (Vorrunde) 01–06 (Meisterschaftsrunde) |
| NSÍ Runavík        | Allan Dybczak            | 01–14 (Vorrunde) 01–06 (Meisterschaftsrunde) |
| Skála ÍF           | Sveinur Ellefsen         | 01–11 (Vorrunde)                             |
| Skála ÍF           | Vinjard Johansen         | 12–14 (Vorrunde) 01–06 (Abstiegsrunde)       |
| Skála ÍF           | Per Mikkelsen            | 12–14 (Vorrunde) 01–06 (Abstiegsrunde)       |
| TB/FC Suðuroy/Royn | Julia Carr               | 01–14 (Vorrunde) 01–06 (Abstiegsrunde)       |
| Víkingur Gøta      | Svenn Olsen              | 01–14 (Vorrunde) 01–06 (Meisterschaftsrunde) |

Während der Vorrunde gab es bei drei Mannschaften Trainerwechsel. KÍ Klaksvík konnte sich nach dem Trainerwechsel um eine Position auf Platz zwei verbessern, Skála ÍF sogar um zwei Plätze auf den sechsten Rang. Für B36 Tórshavn hatte dies keine Auswirkungen auf die Platzierung.

## Spielstätten
| Mannschaft         | Stadion              | Spielort     |
| ------------------ | -------------------- | ------------ |
| B36 Tórshavn       | Gundadalur (9)       | Tórshavn     |
| B36 Tórshavn       | Tórsvøllur (1)       | Tórshavn     |
| FC Hoyvík          | J + K Vøllur (9)     | Hoyvík       |
| FC Hoyvík          | Við Løkin (1)        | Runavík      |
| HB Tórshavn        | Gundadalur           | Tórshavn     |
| KÍ Klaksvík        | Við Djúpumýrar (9)   | Klaksvík     |
| KÍ Klaksvík        | Tofta Leikvøllur (1) | Toftir       |
| NSÍ Runavík        | Við Løkin            | Runavík      |
| Skála ÍF           | Undir Mýruhjalla     | Skála        |
| TB/FC Suðuroy/Royn | Við Stórá (6)        | Trongisvágur |
| TB/FC Suðuroy/Royn | Á Eiðinum (4)        | Vágur        |
| Víkingur Gøta      | Sarpugerði           | Norðragøta   |

## Schiedsrichter
Folgende Schiedsrichter, darunter einer aus Rumänien, leiteten die 80 ausgetragenen Erstligaspiele:
| Name                            | Stammverein     | Spiele |
| ------------------------------- | --------------- | ------ |
| Annika Eliasen Breiðaskarð      | –               | 11     |
| Andras Frederiksberg            | Skála ÍF        | 11     |
| David Waag Sjóstein             | KÍ Klaksvík     | 05     |
| Gunnar Christiansen             | KÍ Klaksvík     | 04     |
| Heri Wang Danielsen             | -               | 04     |
| Heini Poulsen Hellisdal         | B36 Tórshavn    | 04     |
| Nicusor Cristian Matica         | –               | 04     |
| Jákup Flóvin Sigmundarson Olsen | –               | 04     |
| Bogi Petersen                   | -               | 04     |
| Jonn Sólheim Thomsen            | ÍF Fuglafjørður | 04     |
| Høgni Louisson Poulsen          | -               | 03     |
| Fríði Stenberg Olsen            | FC Suðuroy      | 03     |
| Jákup Vestergaard Larsen        | -               | 02     |
| Egin Tollaksson Kass            | -               | 02     |
| Arnar Lognberg                  | –               | 02     |
| Høgni Madsen                    | –               | 02     |
| Petur Reinert                   | Víkingur Gøta   | 02     |

Weitere neun Schiedsrichter leiteten jeweils ein Spiel.

## Die Meistermannschaft
In Klammern sind die Anzahl der Einsätze sowie die dabei erzielten Tore genannt.
| 1. | NSÍ Runavík |
|    | Miriam Egilsdóttir (4/0) \| Petra Geyti (6/0) \| Rutt Gregersen (13/3) \| Silja Højgaard (3/0) \| Mirjam Huneck (20/5) \| Sigrid Jacobsen (20/2) \| Sjarlotta Joensen (15/1) \| Sara Lamhauge (20/13) \| Evelin Mastropasqua (19/6) \| Abigail Mensah (14/0) \| Helga Mikkelsen (16/11) \| Julia Naomi Mortensen (17/18) \| Poula Nesá (2/0) \| Durita Nielsen (6/0) \| Bjørk Nolsøe (1/0) \| Dania Olsen (6/0) \| Lena Olsen (19/12) \| Natalia Olsen (19/0) \| Rúna Olsen (20/7) \| Heidi Sevdal (20/33) \| Judith Sigurstein (3/0) \| Jonnhild á Sondum (19/0) \| Rannvá við Streym (6/0) ohne Einsatz: Jonna Holm - Trainer: Allan Dybczak |

## Nationaler Pokal
Im Landespokal gewann NSÍ Runavík mit 4:1 gegen Víkingur Gøta und erreichte dadurch das Double.

## Europapokal
2024/25 spielte KÍ Klaksvík als Meister des Vorjahres in der ersten Runde der UEFA Women’s Champions League und verlor gegen SFK 2000 Sarajevo (Bosnien und Herzegowina) mit 0:3. Das Spiel um Platz 3 wurde mit 0:2 gegen FC Nordsjælland (Dänemark) verloren.